# Solbach (Gemeinde Bad Goisern)
Solbach ist eine Ortschaft der Gemeinde Bad Goisern am Hallstättersee in Oberösterreich.
Die Ortschaft im Traunviertel ist Teil des Inneren Salzkammergutes und gehört zum Bezirk Gmunden. Sie befindet sich südöstlich von Bad Goisern. Am 1. Jänner 2024 gab es in Solbach 32 Einwohner.